# Parlament Etiopii
Parlament Etiopii (zwany też Federalnym Zgromadzeniem Parlamentarnym) - główny organ władzy ustawodawczej na szczeblu federalnym w Etiopii. Składa się z dwóch izb wybieranych na pięcioletnią kadencję. Izba Przedstawicieli Ludowych pochodzi w całości z wyborów bezpośrednich i liczy 547 członków wybieranych w jednomandatowych okręgach wyborczych. W skład Izby Federacji wchodzi 112 członków, których zadaniem jest reprezentowanie etiopskich stanów. Legislatury stanową mają swobodę decydowania w sprawie sposobu wyłania swoich przedstawicieli w Izbie. Mogą wybrać ich samodzielnie lub zdecydować o przeprowadzeniu wyborów bezpośrednich. 